# 松花江口之战 (1658年)
松花江口之战是清朝与沙俄的一場戰役。1658年，朝鲜王朝應對清朝要求，派出鸟铳手帮助清朝讨伐沙俄哥萨克军队的战争。朝方称之为羅禪征伐。

## 背景
1654年罗禅征伐，波蘭人奥努弗里·斯捷潘诺夫率领的沙俄哥萨克人逃往呼玛尔城堡，清军进剿，在1655年呼玛尔城堡之战中由于清军粮饷不支以及对俄军弹尽粮绝的情况估计不足，当年四月中旬撤退。斯捷潘诺夫在黑龙江流域活动。
1657年（顺治十四年），宁古塔昂邦章京沙尔虎达继续讨伐斯捷潘诺夫部哥萨克人。由于当时清军主力正与南明永历帝部队作战，因此再次向朝鲜求援。1658年（顺治十五年，朝鲜孝宗九年）三月，清朝使臣李一先到朝鲜要求粮食兵源，“大国将发兵伐罗禅，馈饷甚难。本国亦当助兵，请自本国，赍五月粮以送。”朝鲜王朝“差北道虞侯申浏为领将，率哨官二员，鸟铳手二百名，及标下旗鼓手、火丁共六十名，带三个月粮往待境上”。

## 战斗
1658年农历五月九日，申浏率朝鲜军到宁古塔，此次战斗清军吸取上次的教训，建造了配有各类型火炮的大船，每只船上都有朝鲜鸟枪手。俄国史料载：“博格达大军在过了松花江口的阿穆尔河上乘坐四十七条大船并带着大量火器装备，用大炮和小型火器进攻阿穆尔军役人员，他们从船上用大炮轰击”。人数上，中朝方也占优势。
六月五日沙尔虎达率中朝联军从三姓出发，五日后在黑龙江与松花江汇合处（今同江市）附近遭遇俄军，中朝军队乘船入水，炮击俄舰，后跃上俄舰，短兵相接。战斗3天，击毙斯捷潘诺夫以下270人（一说209人），俘虏10人，焚毁俄船7只，俘获3只，1只逃跑，清军伤亡320人，其中阵亡约90人，朝军8人阵亡，29人受伤。战斗结束后，清政府要求朝鲜军队继续留守，直到八月十三日才回到宁古塔。八月二十七日，申浏回朝，朝鲜孝宗升他为嘉善大夫。
顺治帝命令将战利品犒劳有功将士。

## 事后
到1659年清军端掉哥萨克人在黑龙江的根据地，1660年又在伯力以北古法坛村伏击俄船，击毙俄人60多名，另外俄人淹死甚多。获妇女四十七口，并火炮盔甲器械等物。招抚费牙喀部落一十五村、一百二十余户。到此清军暂时肃清了黑龙江流域的俄国哥萨克人，清朝和朝鲜减少了隔阂。朝鲜将罗禅征伐视为霍去病讨伐匈奴，申浏写下《北征日记》以记载其功绩。朝鲜肃宗御赐给申浏的祭文中写到：“粤在戊戌，北鄙有猘，血人于牙，有不能制。出师桓桓，风挥日舒，剖穴煄巢，威詟穹庐。班师献凯，益膺宠擢，外内惕厉，蔚有声绩。”
哥萨克人对雅库茨克督军的报告称：“博格达军队是由博格达皇帝匆匆派出的，人员来自博格达、达斡尔和久切尔三地。”根本不知道清军中有朝鲜人的存在，而朝鲜也对“罗禅”非常生疏，将其附会为中国古籍中记载的坚昆、室韦或靺鞨的遗种。

## 相关作品
1800年左右朝鲜出现过以罗禅征伐为题材的谚文小说《裴是愰传》，不过正史中并未记载裴是愰的名字，该书有很多夸张和虚构的成分。
申浏《北征日记》从离开朝鲜图们江边的会宁出发记起，记载了到宁古塔城与清军会合，然后乘船开赴松花江下游前线，与清军同俄匪大战四日，痛歼俄匪，取得全胜，凯旋全过程。有许多鲜为人知的记录，内容翔实丰富：参战的清军不仅有从盛京、登州调来的八旗兵，还有蒙古兵、四川调来百余潜水兵。日记表明：仗打了四天，沙俄斯杰潘诺夫率五百人乘25支船闯入松花江，深入宁古塔内地烧杀劫掠，遭清军船队的堵截，展开遭遇战。俄匪自恃枪炮精良，火药充足，不把清军看在眼内。前三天互有胜负。第四天刮起西风，清军前列数艘战船上的五百名弓箭手点燃桐油浸过的箭齐射，俄船多是用带皮的桦木制造，易燃，十多条船被打中起火。有炮的几条船，在头天夜里已被潜水的四川兵用绳索拴在一起，不能转动，无法还击。一桶桶炸药接连爆炸，匪徒被炸死，船被炸飞，斯杰潘诺夫当场毙命。清军乘势冲杀，俄匪被打死打伤270多人，只有40名匪徒借夜色逃命。作者熟知《三国演义》，把此役说成是“宋瓦罗江上的赤壁之战”（朝鲜人称松花江为宋瓦罗江）。